# Ed – Der Bowling-Anwalt
Ed ist eine US-amerikanische Dramedy-Fernsehserie, welche von 2000 bis 2004 vom Fernsehsender NBC ausgestrahlt wurde. In Deutschland lief Ed ab dem 27. März 2004 auf Sat.1.

## Handlung
Im Mittelpunkt der Serie steht Ed Stevens (Tom Cavanagh). Nachdem Ed wegen eines Kommafehlers in einem 500-Seiten-Vertrag seinen Job bei einer erstklassigen Anwaltskanzlei verliert, erwischt er seine Frau zuhause im Bett mit einem Postboten. Diese Ereignisse bewegen ihn dazu, Zeit in seiner alten Heimatstadt, Stuckeyville, zu verbringen.
Dort angekommen freundet er sich wieder mit seinen alten Freunden, unter anderem seiner Highschool-Liebe Carol Vessey an. Schließlich entscheidet sich Ed dafür, in Stuckeyville zu bleiben, Carols Herz wiederzugewinnen und sich ein altes heruntergekommenes Bowlingcenter zu kaufen.

### Die 10-$-Wetten
Es ist zwischen Ed und Mike eine Tradition, dass sie sich zu albernen, peinlichen oder lustigen Sachen herausfordern und dem anderen, wenn er diese ausführt, 10 Dollar zahlen. Beispiele dafür sind: Auf offener Straße zu miauen oder einer wildfremden Person etwas vorzusingen.

## Figuren
Carol VesseySie ist Lehrerin an der Highschool in Stuckeyville (Stuckey-High).
Diane SnyderSie ist die Freundin von Mark.
Dr. Mike BurtonEr ist von Beruf Arzt und ein sehr guter Freund von Ed.
Ed StevensEr ist Besitzer des Stuckeybowl (der Bowlingbahn in Stuckeyville), und dazu Anwalt mit Kanzlei im Bowlingcenter. Seit Schulzeiten ist er in Carol Vessey verliebt.
Eli GogginsEr ist Mitarbeiter im Stuckeybowl, nachdem Kenny gegangen ist. Eli sitzt seit einem Motorradunfall im Rollstuhl. Vor seinem Unfall hat er ein Restaurant geführt.
Kenny SanduskyAuch er ist ein Mitarbeiter im Stuckeybowl (nur in den Staffeln 1 und 2, danach verlässt der Darsteller (Mike Starr) die Serie.)
Mark VanacoreEr ist ein Freund von Warren. Er hat mit einem großen Übergewicht zu kämpfen.
Molly HudsonSie ist Carols Kollegin und wird später zur Direktorin der Schule ernannt.
Nancy BurtonSie ist die Frau von Mike.
Phil StubbsEr ist Mitarbeiter im Stuckeybowl. Er ist bekannt für seine verrückten Ideen, die sehr oft scheitern.
Shirley PifkoSie ist eine weitere Mitarbeiterin im Stuckeybowl. Sie ist sehr ruhig und zurückhaltend. Außerdem macht sie einen leicht verrückten Eindruck.
Warren CheswickEr ist ein Schüler in Carols Klasse. Außerdem hat er sich anfangs in Carol verliebt und zeigte ihr das regelmäßig.

## Besetzung und Synchronisation
Die deutsche Synchronisation der ersten Staffel entstand nach einem Synchronbuch und unter der Dialogregie von Holger Twellmann, während die der anderen drei Staffeln einem Synchronbuch von Bernd Eichner, Thomas Kästner, Detlev Klein und Peter Wesp und unter der Dialogregie von Bernd Eichner, jeweils durch die Synchronfirma Arena Synchron GmbH in Berlin entstand.
| Rollenname                      | Schauspieler/in   | Synchronsprecher/in                     |
| ------------------------------- | ----------------- | --------------------------------------- |
| Edward „Ed“ Jeremy Stevens      | Tom Cavanagh      | Uwe Büschken                            |
| Carol Vessey                    | Julie Bowen       | Christin Marquitan                      |
| Dr. Michael „Mike“ Burton       | Josh Randall      | Johannes Berenz                         |
| Nancy Burton                    | Jana Marie Hupp   | Heidrun Bartholomäus                    |
| Molly Hudson                    | Lesley Boone      | Almut Zydra                             |
| Philip „Phil“ Washington Stubbs | Michael Ian Black | David Nathan                            |
| Shirley Pifko                   | Rachel Cronin     | Petra Maria Popp                        |
| Kenny Sandusky                  | Mike Starr        | Reinhard Scheunemann                    |
| Warren Parker Cheswick          | Justin Long       | Sebastian Schulz                        |
| Mark Vanacore                   | Michael Genadry   | Johannes Albrecht Schmitz Tobias Müller |
| Diane Snyder                    | Ginnifer Goodwin  | Berenice Weichert                       |
| Eli Cartwright Goggins III      | Daryl Mitchell    | Marcel Collé                            |

Anmerkungen
1. ↑  Nur Staffel 1
2. ↑  Ab Staffel 2

## Auszeichnungen
Im Jahr 2001 wurde die Fernsehserie für den Emmy in drei Kategorien nominiert und gewann den People’s Choice Award sowie den Artios Award der Casting Society of America, den Family Television Award und den GLAAD Media Award. Thomas Cavanagh wurde 2002 für den Golden Globe Award nominiert.